# Astragalus anodiophilus
Astragalus anodiophilus är en ärtväxtart som beskrevs av Zarre och Dieter Podlech. Astragalus anodiophilus ingår i släktet vedlar, och familjen ärtväxter. Inga underarter finns listade i Catalogue of Life.